# Phytomyza aulagromyzina
Phytomyza aulagromyzina este o specie de muște din genul Phytomyza, familia Agromyzidae, descrisă de Pakalniskis în anul 1994.
Este endemică în Lituania. Conform Catalogue of Life specia Phytomyza aulagromyzina nu are subspecii cunoscute.